# 东方有大海
《东方有大海》，2017年中国时代剧，由印小天、刘小微、聂远、吕丽萍、吕一丁、黄海冰领衔主演，网络平台于爱奇艺在2017年6月8日首播，2017年7月3日在山西卫视播出。

## 播出时间

### 首播
| 频道     | 所在地   | 播映日期     | 播出时间 | 备注 |
| -------- | -------- | ------------ | -------- | ---- |
| 爱奇艺   | 中国大陆 | 2017年6月8日 |          |      |
| 山西卫视 | 中国大陆 | 2017年7月3日 |          |      |

## 演员列表

### 主要演员
| 演員                          | 角色         | 介紹 |
| 印小天                        | 萨镇冰       | 康濟艦管帶，甲午戰爭後忍辱負重地擔負起重建海軍的重任，官至清帝國海軍統制（總司令）。                                                                                             |
| 黄海冰                        | 林子涵       | 小妹之夫，中國同盟會的成員之一。 |
| 劉薇                          | 小妹         | 劉步蟾的表妹，曾愛慕鄧世昌，後來與林子涵成婚。 |
| 李修蒙                        | 劉步蟾       | 北洋水師右翼總兵，定遠艦管帶。威海衛之戰中，定遠艦遭日軍魚雷艇偷襲受損，為免定遠落入敵手而將其炸沉，並服鴉片自盡。                                                               |
| 聂远                          | 邓世昌       | 致遠艦管帶，黃海海戰中因致遠艦彈藥用盡，難以繼續戰鬥，便指揮致遠衝向日軍主力吉野號，但因日艦猛烈的砲火攻擊而沉沒殉國。                                                           |
| 張博宇                        | 大衛         | 原為在路邊流浪的孤兒，後被鄧世昌收留於手下當兵，因受重用而當上致遠艦大副，鄧世昌殉國後改為追隨薩鎮冰，一路上對他忠誠、情義相挺，亦為清帝國海軍的高級將領，同時也是一名革命黨員。 |
| 張墨錫                        | 珍妃         | 光緒帝的愛妃，因時常過於支持德宗而為慈禧太后所忌，後被慈禧太后命人將其投井殺害。                                                                                                 |
| 吕丽萍                        | 慈禧太后     | 清末實際掌權者，1898年發動戊戌政變後囚禁德宗，再度訓政。 |
| 李浩軒                        | 愛新覺羅載湉 | 光緒皇帝；甲午戰敗後，銳意變法革新，後遭慈禧太后為首的保守派發動戊戌政變而失敗，並被囚禁終生。                                                                                   |
| 孫海英（戲份遭移除） → 呂一丁 | 李鴻章       | 北洋通商大臣，為北洋水師肇建者，甲午戰爭後代表清政府赴日本與伊藤博文簽訂馬關條約；八國聯軍入侵後亦代表清政府收拾殘局，與各國代表簽訂辛丑條約。                                   |
| 于山川                        | 丁汝昌       | 北洋水師提督，威海衛之戰後因不願向日本海軍投降而服鴉片自盡。 |
| 劉華鑫                        | 方伯謙       | 濟遠艦管帶，在黃海海戰中自行退卻，造成北洋艦隊的隊形被破壞，之後被清政府以臨陣脫逃等罪斬殺。                                                                                     |
| 平田康之                      | 伊藤博文     | 日本時任內閣總理大臣，甲午戰爭後代表日本與李鴻章簽訂馬關條約。 |
| 小林成男                      | 東鄉平八郎   | 日本海軍浪速號艦長，豐島海戰中，擊沉清軍運兵船高升號。黃海海戰中，指揮浪速號作戰。                                                                                               |
| 鄂布斯                        | 明治天皇     | 為了打敗北洋艦隊，帶頭捐款，並一天只吃一餐節省開銷以建設海軍，欲以身作則以響應全國民眾。                                                                                         |
| 穆雷克                        | 麥克老師     | 薩鎮冰、方伯謙等人就讀於英國皇家海軍學院的老師。 |
| 金小魚                        | 詹妮         | 小妹留學英國時期的同學兼摯友。 |

### 其他演员
| 演員   | 角色     | 介紹                                                     |
| 李海峰 | 牛昶昞   | 威海衛之戰後，假冒北洋水師提督丁汝昌之名向日本海軍投降。 |
| 李藏一 | 隆裕太后 | 光緒皇帝的皇后，清王朝與中國的末代太后。                 |

## 电视节目的变迁
| 中国大陆 山西卫视 | 中国大陆 山西卫视                   | 中国大陆 山西卫视 |
| ----------------- | ----------------------------------- | ----------------- |
|                   | 东方有大海 （2017年7月3日－2017年） |                   |
| －                | －                                  |                   |